# Курак Станіслав Петрович
Курак Станіслав Петрович (*30 вересня 1946 р., Снігурівка Миколаївської області) — український художник, педагог, член Національної спілки художників України (1995).

## Біографія
Малювати почав з дитинства. У шкільні роки, прилаштувавши до велосипеда саморобний етюдник, виїздив на мальовничу околицю містечка і годинами займався улюбленою справою. Захоплення підтримували і батьки, і вчителі.
По завершені служби в армії оселився у Херсоні. 1969 року на конкурсній основі прийнятий на обласне телебачення художником-графіком. Бере активну участь у Всесоюзних, республіканських виставках працівників кіно, театру і телебачення. Невдовзі здібного молодого графіка запрошують на роботу до Херсонських художньо-виробничих майстерень Художнього фонду України. Тож з 1974 року подальший творчий шлях С. Курака пов'язаний з Національною Спілкою художників України.
Авторський почерк художника формувався у Львові, в стінах Українського поліграфічного інституту імені Івана Федорова, де сповідувались народні традиції, досягнення європейської і світової культур. У художника викристалізувався яскраво виражений індивідуальний стиль, що дозволяє йому самобутньо розкривати образний лад порушених тем.
С. П. Курак займається книжковою графікою, художнім оформленням літературних, педагогічних видань. Серед них — оформлення футляру для книги подарункового видання до 40-річчя Перемоги у німецько-радянській війні, збірка поезій Анатолія Кичинського «Пролітаючи над листопадом», що увійшла до серії книг, за яку поет удостоєний 2006 року Національної Шевченківської премії. Протягом трьох десятиліть Станіслав Курак постійно працює над плакатами. Плакати Курака запрошували на святкування 200-річчя Херсона, 200-річчя Верхнього Рогачика, на республіканські виставкові заходи, міжреспубліканський фестиваль народного танцю, на урочистості з нагоди 100-річчя видатного українського письменника Миколи Куліша. За плакат «Не зброєю, а хлібом землю засівати», присвячений 40-річчю Перемоги у німецько-радянська війна|німецько-радянській війні, автор удостоєний звання лауреата республіканського конкурсу. Серед найкращих у 2003 році відзначений плакат «Барви таврійського краю. Всеукраїнський фестиваль майстрів мистецтв та народної творчості».
З 1999 року Анатолій Кичинський викладає у Херсонському державному університеті. Доцент кафедри образотворчого мистецтва С. П. Курак викладає основи оформительського мистецтва, графіку, композицію, художнє редагування навчальних видань. Щороку йому довіряють керівництво бакалаврських, магістерських робіт випускників університету.